# Powtoon
Powtoon é uma empresa que vende um software baseado em nuvem (SaaS) para criar apresentações animadas e vídeos animados de explicação.

## História
A Powtoon foi fundada em janeiro de 2012, após um investimento de 180 mil dólares em investimentos em dezembro de 2011. A empresa lançou uma versão beta em agosto de 2012 e tem visto um crescimento rápido de assinantes desde então. Em dezembro de 2012, a Powtoon garantiu um investimento de 600 mil dólares da Startup Minds, empresa de capital de risco sediada em Los Angeles.
Em fevereiro de 2013, a Powtoon introduziu uma opção de conta gratuita que permite aos usuários criar vídeos animados que podem ser exportados para o YouTube. Os vídeos gratuitos incluem a marca Powtoon.

## Produtos
O Powtoon é um software de animação online que permite aos usuários criar apresentações animadas, manipulando objetos pré-criados, imagens importadas, música e vozes criadas pelo usuário. O Powtoon usa um mecanismo Adobe Flex para gerar um arquivo XML que pode ser reproduzido no visualizador on-line do Powtoon, exportado para o YouTube ou baixado como um arquivo MP4.
O Powtoon também está disponível na Google Chrome Store e possui um aplicativo no Edmodo.com.